# اتفاقية الغاز الأردنية-الإسرائيلية 2014
في 2011، تحدثت وزيرة خارجية الولايات المتحدة، هيلاري كلينتون، إلى ملك الأردن عبد الله عن استيراد الأردن للغاز الإسرائيلي. في أوائل 2012 اتصل، أموس هيتشستاين، أحد كبار دبلوماسيي الطاقة في وزارة الخارجية، بشركة نوبل انيرجي الأمريكية بخصوص ابرام صفقة مع الأردنيين. بدأت مفاوضات رسمية شارك فيها مدراء الشركات بالإضافة إلى دبلوماسيين أمريكيين، وإسرائيليين، وأردنيين في الديوان الملكي الأردني.
طالت المحادثات حول الصفقة لمدة عامين بتنقل المفاوضين بين فنادق البحر الميت وفندق الهيلتون قرب محطة بادنتون في لندن. حاول مسؤولون من الولايات المتحدة تيسير العملية بتقديم دعم مادي لتدريب الأردنيين على التنظيم القانوني للغاز. دعى السفير الأمريكي آنذاك الأطراف للإستمرار بهذه المفاوضات في أجواء منزله المريحة في عمان عندما كانت تتوتر في أماكن أخرى.
في 2014، ساعدت نوبل انيرجي كسر جمود الاتفاقية بتوقيع اتفاقيتين منفصلتين مع شركات أملاح أردنية مثل شركة البوتاس والبرومين بمقدار 500مليون دولار من الغاز على مدار 15 عاما من حقل تامار.
مهدت هذه الاتفاقيات الطريق للحكومة الأردنية التي أرادت أن تكون الاتفاقية قانونيا مع شركة أمريكية، بدلاً من إسرائيلية. سبعة أشهر لاحقة، وقعت نوبل إنيرجي، بالنيابة عن تجمع شركات حقل لفايثان، اتفاقية أولية مع شركة الكهرباء الأردنية لبيعها الغاز من حقل لفايثان بما قيمته 12 مليار.
ونقلت الصحيفة الإسرائيلية، «ذا ماركر»، عن مصدر مطلع على تفاصيل الصفقة، قوله إن «مَن وقف خلف الاتفاق وحثّ بدأب على إبرامه كان وزير الخارجية الأميركي جون كيري الذي عمل لتحقيق الاتفاق من منطلق ترسيخ محور الاعتدال في الشرق الأوسط – بين الدول العربية المعتدلة وإسرائيل. وخلال المباحثات التقى مع ممثلي الوفود وشجعها على التوصل لاتفاق. وكان الدعم الأميركي ملموساً طوال الطريق، حيث نظروا إلى الاتفاق على أنه خطوة إستراتيجية وعنصر استقرار».

## تفاصيل الاتفاقية
في الثالث من أيلول وقّعت شركة الكهرباء الوطنية، المملوكة بالكامل للحكومة الأردنية، رسالة نوايا مع تجمّع شركات حقل “لفاياثان” ممثلة بشركة نوبل انيرجي الأمريكية، اتفاقية تصل قيمتها إلى 15 مليار دولار على مدار 15 سنة مقابل ما مجموعه 45 مليار متر مكعب من الغاز. بناء على هذه الاتفاقية ستدفع شركة الكهرباء للتجمع شركات حقل لفايثان مليار دولار سنويا من اجمالي مصاريفها السنوية والبالغة 3.5 مليار دولار أي 30٪(بحسب الموقع الإلكتروني لوزارة الطاقة الأردنية).
يقول خبير الطاقة في مؤسسة دراسات الأمن الوطني، أودد إران، أن الفكرة من توقيع شركة نوبل انيرجي الاتفاقية بالنيابة عن تجمع شركات حقل لافايثان "أن تخلق جهة جديدة لا ترتبط قانونيا مع إسرائيل ولكن ستسمح لإسرائيل أن تكون البائع التعاقدي مع شركة الكهرباء الوطنية، "فعندما يقوم البرلمانيون الأردنيون بالاعتراض على هذه الصفقة للملك أو لرئيس الوزاراء، عندها يمكن لهؤلاء الاثنان أن يقولوا أن شركة الكهرباء تشتري غازا من شركة أمريكية." ففي تجمع شركات حقل لفاثيان، تملك الشركات الإسرائيلية 61٪ من حقل لفايثان، و39٪ الأخرى تملكها شركة نوبل الإنرجي الأمريكية. الشركات الإسرائيلية الأخرى هي: شركة أفنر للنفط والغاز التي تملك 23٪، وشركة دلك التي تملك 23٪، وشركة راشيو للاستكشاف النفطي التي تملك 15٪.
حسب توصيات لجنة حكومية ترأسها رئيس الوزراء الإسرائيلي بنيامين نتنياهو فإن عوائد تصدير الغاز إلى الأردن ومصر ستساعد إسرائيل على الاستثمار في “مشاريع إستراتيجية وطنية، في قطاع التعليم والأمن". فمن إجمالي الـ15 مليار دولار سيذهب 56% (8.4 مليار دولار) إلى الكيان الصهيوني (الدولة الإسرائيلية) على صورة عوائد حقوق ملكية (royalties) وضرائب مفروضة على عوائد الأرباح الطارئة (windfall tax levy) وضرائب شركات (corporation taxes)، وبواقع 559 مليون دولار سنوياً.
بقية الـ15 مليار دولار فتوزع كما يلي:
- 9 مليار دولار أرباح الشركات المالكة لحقوق استخراج الغاز من حقل ليفاياثان، منها 2.93 مليار دولار لشركات إسرائيلية هي ديليك وآفنير وراشيو تملك 61% من حقوق الاستخراج، و1.93 مليار دولار لشركة نوبل اينرجي الأمريكية التي تملك 39% من حقوق الاستخراج.
- 1.7 مليار دولار تغطي تكالف الحفر والاستخراج والإدارة.

## خط مفاوضات الصفقة الزمني
في 2011، تحدثت وزيرة خارجية الولايات المتحدة، هيلاري كلينتون، إلى ملك الأردن، عبد الله، عن استيراد الأردن للغاز الإسرائيلي. في أوائل 2012 اتصل، أموس هيتشستاين، أحد كبار دبلوماسيي الطاقة في وزارة الخارجية، بشركة نوبل إنيرجي الأمريكية بخصوص إبرام صفقة مع الأردنيين. بدأت مفاوضات رسمية شارك فيها مدراء الشركات بالإضافة إلى دبلوماسيين أمريكيين، وإسرائيليين، وأردنيين في الديوان الملكي الأردني.
طالت المحادثات حول الصفقة لمدة عامين بتنقل المفاوضين بين فنادق البحر الميت وفندق الهيلتون قرب محطة بادنتون في لندن. حاول مسؤولون من الولايات المتحدة تيسير العملية بتقديم دعم مادي لتدريب الأردنيين على التنظيم القانوني للغاز. دعى السفير الأمريكي آنذاك الأطراف في الإستمرار بهذه المفاوضات في منزله بعمان لتوفيرالمريحة عندما كانت تتوتر في أماكن أخرى.
في 2014، ساعدت نوبل انيرجي كسر جمود الاتفاقية بتوقيع اتفاقيتين منفصلتين مع شركات أملاح أردنية مثل شركة البوتاس والبرومين بمقدار 500مليون دولار من الغاز على مدار 15 عاما من حقل تامار. مهدت هذه الاتفاقيات الطريق للحكومة الأردنية التي أرادت أن تكون الاتفاقية قانونيا مع شركة أمريكية، بدلا من إسرائيلية. سبعة أشهر لاحقة، وقعت نوبل إنيرجي، بالنيابة عن تجمع شركات حقل لفايثان، اتفاقية أولية مع شركة الكهرباء الأردنية لبيعها الغاز من حقل لفايثان بما قيمته 12 مليار.
ونقلت الصحيفة الإسرائيلية عن مصدر مطلع على تفاصيل الصفقة، قوله إن «مَن وقف خلف الاتفاق وحثّ بدأب على إبرامه كان وزير الخارجية الأميركي جون كيري الذي عمل لتحقيق الاتفاق من منطلق ترسيخ محور الاعتدال في الشرق الأوسط – بين الدول العربية المعتدلة وإسرائيل. وخلال المباحثات التقى مع ممثلي الوفود وشجعها على التوصل لاتفاق. وكان الدعم الأميركي ملموساً طوال الطريق، حيث نظروا إلى الاتفاق على أنه خطوة إستراتيجية وعنصر استقرار».
كان هناك خوف على مسار هذه الاتفاقية بعد الحرب التي شنتها أسرئيل على غزة. ولكن التوقيع الأخير كان ممكنا فقط بعد اجتماع الملك عبد الله الثاني مع رئيس الوزارء الإسرائيلي بنيامين نيتنياهو أيام قليلة قبل إبرام التهدئة.

## أزمة الطاقة في الأردن
تندر مصادر الطاقة في الأردن حيث يستورد الأردن أكثر من 96% من حاجته للطاقة. لقد ارتفعت قيمة استيراد الطاقة بنسبة 171% من 1.8 مليار دينار في سنة 2009 ألى حوالي 3.9 مليار في سنة 2013 وكان السبب الرئيسي وراء ذلك هو الانخفاض الكبير في حجم استيراد الغاز الطبيعي من مصر والذي نتج عن انقطاعات مستمرة للغاز المصري. منذ سنة 2009 بدأ الأردن باستيراد كميات أكبر من مادة الديزل وغيرها من المنتجات النفطية عالية الكلفة لتزويد احتياجات محطات توليد الكهرباء. وقد تزايدت قيمة مستوردات مادة الديزل ستة اضعاف بين 2009 و 2013.
يتجلي أثر وضع قطاع الطاقة الرئيسي على اقتصاد المحلي في الأردن، في أثره على الموازنة العامة والمالية العامة. وعلى وجه الخصوص، يتوقع أن يصل حجم خسائر شركة الكهرباء الوطنية المتراكمة إلى 4.7 مليار دينار في نهاية عام 2014، ويعزي هذا إلى ازدياد استخدام وقود الديزل في عملية التوليد الكهربائي.
وقد طُرحت عدة مشاريع تهدف إلى تقليل الاعتماد على الديزل في توليد الكهرباء منها:
- اتفاقية الحكومية موقعة مع شركة «شل» لتوفير الأردن بالغاز المسال، عبر الأسواق العالمية ومنها الإسكندرية، ماليزيا، وسومطرة عبر ميناء الغاز الذي تنفذه الحكومة الأردنية في محافظة العقبة (المصدر) وسينتهي العمل بهذه الميناء منتصف العام 2015.[12]
- محطات الكهرباء على الصخر الزيتي، إذ إن نسبة كمية الطاقة المتوفرة من هذا المصدر قد تصل إلى نحو 30 % من احتياجات الأردن.[13]
- مشاريع الطاقة المتجددة والتي قادرة على توفير نسبة تصل 10 % من كامل احتياجات الأردن من الطاقة.[13]

## المعارضة للصفقة

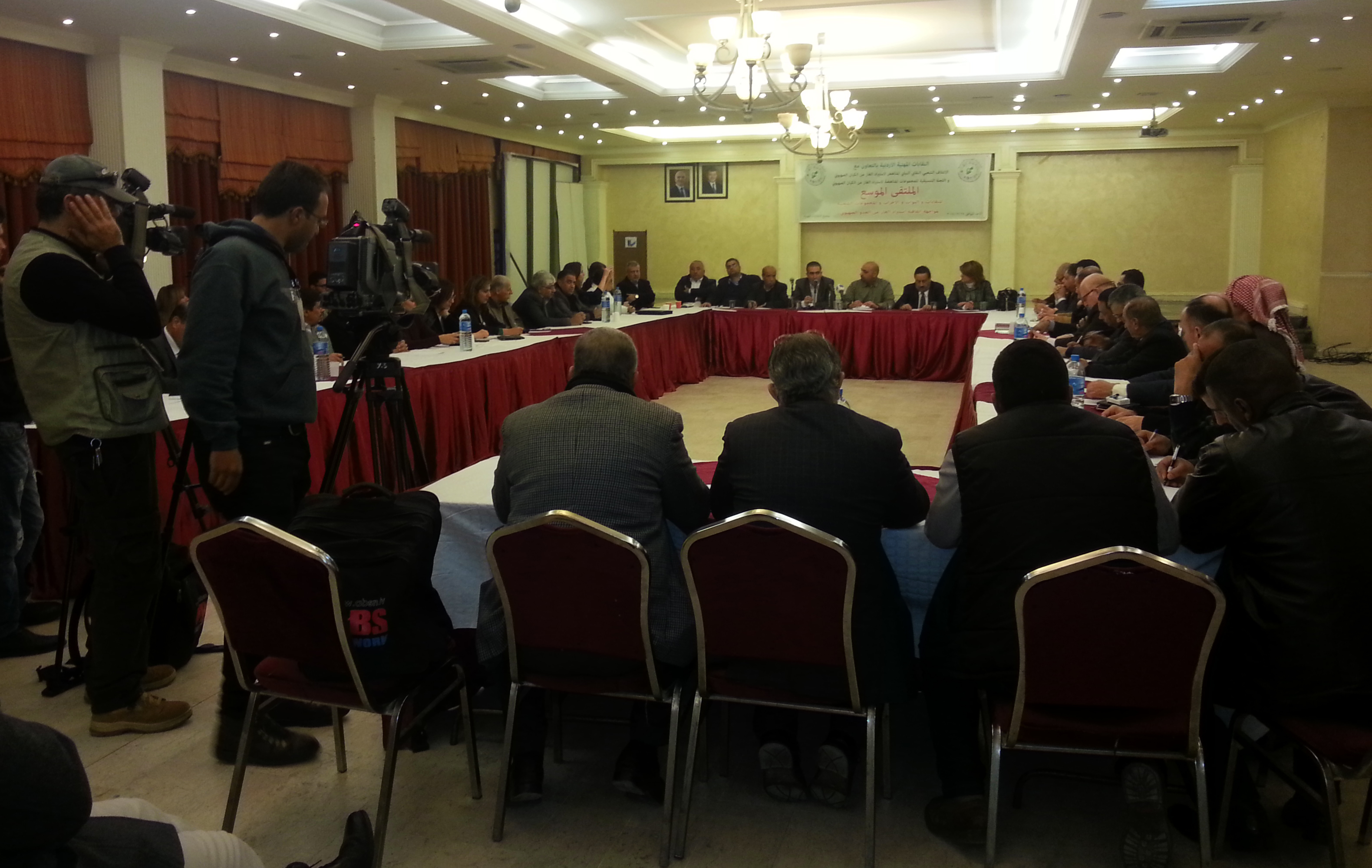
الملتقى الوطني الموسع لرفض اتفاقية الغاز مع العدو الصهيوني

واجهت الصفقة معارضة شديدة من قبل شرائح عديدة من المجتمع الأردني:
- في تشرين الأول من 2014 بدأت تعمل «اللجنة تنسيقية للمجموعات المناهضة لاستيراد الغاز من الكيان الصهيوني» وهي لجنة متكونة من عدة مجموعات شعبية معارضة للصفقة وقد قامت بتنظيم عدة اعتصامات ضد الصفقة بالإضافة إلى عدة انشطة اعلامية وتوعوية.[16][17][18][19]
- في كانون الأول من 2014 أطلق ائتلاف شعبي-نقابي-نيابي لمواجهة صفقة استيراد الغاز من الكيان الصهيوني.[14]
- في كانون الأول من 2014 صوّت مجلس النواب الأردني بالأغلبية على توصية للحكومة بإلغاء صفقة الغاز.[20]
- اعتصم طلاب في عدة جامعات أردنية احتجاجا على الصفقة.[21][22]

عبرت النقابات المهنية الأردنية عن رفضها للصفقة في عدة بيانات من خلال عدة أنشطة نظمتها وجدير بالذكر أن طالبت نقابة المهندسين أعضاءها المسؤولين والعاملين في وزارة الطاقة والثروة المعدنية وشركة الكهرباء الوطنية بعدم التعاطي مع صفقة الغاز مع الكيان الصهيوني باعتبار ذلك عملا تطبيعيا بينما دعت نقابة المحامين منتسبيها إلى عدم التعامل مع شركة «نوبل إنيرجي» أو أي من ممثليها أو فروعها، أو أعضاء ائتلاف شركاتها بأي شكل من الأشكال سواء أكان بشكل مباشر أم غير مباشر.
هناك معارضة حزبية واسعة للصفقة تشمل أحزاب من مختلف الخلفيات الفكرية (يسارية وقومية وإسلامية).
عبرت العديد من الشخصيات العامة عن معارضتهم للصقفة ومنهم المعارض المعروف ليث شبيلات، ورئيسة تحرير جريدة الغد جمانة غنيمات، ورئيس الوزراء السابق طاهر المصري، والسياسية المعروفة توجان فيصل، والاقتصادي المعروف يوسف منصور، والصحفي أحمد حسن الزعبي.

## حجج الحكومة لتبرير الصفقة
تبرر الحكومة الأردنية هذه الصفقة مستخدمة أسباب اقتصادية مدعية أن الصفقة ضرورية لمواجهة عجز الطاقة والبدء بإطفاء خسائر شركة الكهرباء الأردنية  لكن العديد من المعلقين شككوا بهذه الحجج.
وصفت رئيسة تحرير جريدة الغد جمانة غنيمات ادعاءات الحكومة حول الصفقة بأنها «ابتزاز» للشعب الأردني قائلة أن «لحكومة على لسان وزير الطاقة د. محمد حامد الذي قدم» لائحة الدفاع«عن شراء الغاز الإسرائيلي تقول إنها ستكون مضطرة لرفع أسعار الكهرباء، فهل للحكومة أن تخبرنا متى فكرت بالتوقف عن تنفيذ هذه الخطوة المقررة منذ سنوات ضمن خطتها لمعالجة مديونية شركة الكهرباء والممتدة من العام 2013-2017؟. الكل يعلم أنّه لم يكن واردا أن تبقي الحكومة على التعرفة دون زيادة، استجابة لبرنامج التصحيح مع صندوق النقد، حتى مع تراجع أسعار النفط بنسبة تتجاوز 30 %. أما مسألة اللجوء إلى الانقطاعات، فهي لا ترتبط بسعر الكيلوواط النهائي، بل بقدرة الحكومة على إدارة قطاع توليد الكهرباء الذي يعاني من تشوهات كثيرة، بسبب تخبّطها في إدارته، فتارة تقول إنها ستطرح عطاءات الطاقة المتجددة على شركات محلية وفق ثلاث مراحل ثم تتراجع عن الخطوة من أجل عيون مستثمر عربي قال إنه سيوفر 1000 ميغا واط، بدلا من كل الشركات المحلية مجتمعة، لنكتشف بعد ذلك تردد المستثمر في التنفيذ …. الخطاب الطويل والمفصل الذي قدمه الوزير (أنصح بقراءته)، أعاد التأكيد من جديد على أن الحكومة ماضية في تطبيق مبدأ تعدد مصادر الطاقة وضمن هذه الرؤية إن تمكنت من تحقيقها. لا أحد يعلم لماذا الإصرار على الغاز الإسرائيلي، كلام الوزير نفسه ينفي الحاجة للغاز الإسرائيلي لأن البدائل التي أسهب في شرحها تغنينا عن غاز المحتل. بعد كل هذا الاسترسال يعود الوزير للقول إن الحل هو الغاز الإسرائيلي كمن يناقض نفسه ويستخدم كل السبل لتحقيق الغاية، مع فارق أنه يلعب على قاعدة المفاضلة بين قناعات المجتمع ومصالحه الحياتية.» 
كتب المهندس الناشط عبد الله الشامي أن تهديد الحكومة الموجه للشعب الأردني بانقطاعات مبرمجة للكهرباء قد تصل إلى 8 ساعات يوميًّا ورفع أسعار الكهرباء بنسب عالية جدًا للوصول إلى استرداد الكلف مضللة وذلك لأن، حسب كلام الشامي: «الغاز من حقل ليفياثان، وإن نجح المطورون باستخراجه لن يخرج قبل عام 2018 على أحسن تقدير، وفي الغالب سيتأخر حتّى عام 2019 في حال وجود تأخيرات وصعوبات في تأمين التمويل. فإن كانت شركة الكهرباء تخسر الآن ولأربعة أعوام قادمة، فلماذا لم تبدأ الانقطاعات؟ قد يكون السبب هو أنّ موضوع الانقطاعات أمرٌ غير وارد أصلًا في كامل قطاع الكهرباء الأردني؛ إذ تتوفر قدرة إنتاجية أعلى من الطلب، وحيث مشكلة الخسائر ناتجة عن وضع طارئ لن يدوم ولا يجوز أن يدوم حتى عام 2019، ولا يبرر الانقطاعات اقتصاديًا. أمّا بخصوص رفع التعرفة، فهي قائمة حتّى وإن وقّعت الحكومة اليوم على صفقة استيراد الغاز الإسرائيلي، ولن تنخفض في عام 2018. وأي قارئ للاقتصاد من غير المدرسة النيوليبرالية، سيعرف بأنّ رفع التعرفة ليس أمرًا حتميًّا، لا الآن ولا حتى في عام 2018؛ فالمحدد الوحيد لرفع التعرفة هو الانصياع طوعًا إلى ما اتفقت عليه الحكومة نفسها مع صندوق النقد الدولي…. تضخّمت «تقديرات» الحكومة للوفر المتوقع إذا ما تمّ استيراد الغاز الإسرائيلي في ظرف شهرين فقط؛ فمع إعلان «رسالة النوايا» في أيلول/سبتمبر الماضي كانت أوّل التقديرات والتي صرّح بها رئيس لجنة الطاقة في الأعيان جواد العناني، ومعه الكاتب الاقتصادي فهد الفانك، إذ بدأ الوفر بـ700 مليون دينار أردني أي مليار دولار. مع نهاية تشرين الأول/أكتوبر، رفع الوزير محمد الحامد في قمة رويترز «الوفر» إلى مليار دينار أردني أي: 1.4 مليار دولار. في خطابه الأخير أمام مجلس النواب، يزيد الحامد ذلك الوفر إلى 1.3 مليار دينار! (أي: 1.8 مليار دولار). كما ويدّعي الحامد ومعه وزير المالية أمية طوقان، بأن استيراد الغاز من إسرائيل لا يشكّل خطرًا على أمن التزوّد بالطاقة، لأنه لن يشكّل أكثر من «20% من خليط الطاقة». بعيدًا عن استفزاز طوقان للرفض الشعبي والنيابي بتصريحه عن مضيّ الحكومة بالاتفاقية، فقد غفل وزير المالية عن أنّ تصريحه ذلك يتعارض مع الادعاء بالوفر، ويتعارض أيضًا مع تهديدات الوزيرين برفع التعرفة والانقطاعات بسبب الخسائر. كامل مصاريف شركة الكهرباء الوطنية، والتي تتحجج الحكومة الأردنيّة بخسائرها لاستيراد الغاز الإسرائيلي، بلغت 2.22 مليار دينار أردني في عام 2013 (3.177 مليار دولار). فإذا كان الغاز الإسرائيلي لن يستبدل إلا 20% من الحِمل الكهربائي، فذلك يعني أنّه لن يستبدل إلا 20% من المصاريف (أي 20% من 2.22 مليار دينار). وبذلك، فإن الوفر الممكن من الغاز الإسرائيلي يكمن في كهرباء تكلّفنا حاليًا في أسوأ الأحوال 444 مليون دينار سنويًا* فقط. لماذا إذن نوقع صفقة لشراء الغاز بمليار دولار سنويًا؟» 

## تصريحات رسمية إسرائيلية حول الاهمية الاستراتيجية الصفقة
وصف وزير الطاقة الإسرائيلي سيلفان شالوم إنجاز الاتفاق مع الأردن بأنه «عملاً تاريخياً سيعزز العلاقات الاقتصادية والسياسية بينهما» زاعماً أنه في هذه المرحلة تتحول «إسرائيل إلى قوة عظمى للطاقة توفر احتياجات جيرانها، وتعزز مكانتها كعامل مركزي في تزويد الطاقة في المنطقة.»